# Triglavski dom na Kredarici
Triglavski dom na Kredarici (2515 metrov) je najvišja slovenska planinska postojanka in najvišja slovenska meteorološka postaja. Nahaja se na manjši planoti tik pod vrhom Kredarice (2539 metrov). Zraven doma stoji kapela Marije Snežne, nekaj deset metrov pod njima pa se nahaja Ivačičeva jama.

## Triglavski dom
Dom (2515 m) se nahaja tik pod vrhom Kredarice (2539 m), na grebenu med Rjavino in Triglavom v Julijskih Alpah. Prvi dom je bil zgrajen leta 1896 po zamisli Jakoba Aljaža.
O koči je pričel Jakob Aljaž razmišljati  med gradnjo stolpa, ko je moral z Belcem in pomočniki prespati v Dežmanovi koči, ki je veljala za nemško kočo. Oskrbnik jim je ponudil prenočišče, ker takrat nemških gornikov ni bilo, drugače bi jih zavrnil. Oskrbnikova izjava je v Aljažu vzpodbudila misel, da bi zgradil lastno kočo: "V tistem trenutku sem sklenil, da naredim Triglavsko kočo, in sicer kočico samo zase in za nekaj svojih prijateljev." Užaljen je bil predvsem njegov narodni ponos in na Triglav se je vrnil že septembra, da bi našel primeren prostor za kočo. Med spustom se je ustavil na Malem Triglavu in zagledal dva gamsa, ki sta tekla čez Kredarico,  to ga je spodbudilo, da je pričel razmišljati o Kredarici kot primerni lokaciji. V nekaj dneh je pripravil vse potrebno za nakup in 9. septembra 1895 v imenu Slovenskega planinskega društva podpisal kupno pogodbo v vrednosti 5 goldinarjev z občinama Dovje in Mojstrana. Les za kočo je na Kredarico vlačilo 30 delavcev, ki so pri tem uporabljali 500 metrov vrvi v treh delih. Sredstva za gradnjo so prispevali tudi bralci Planinskega vestnika, ki je širšo javnost obvestil o gradnji koče.
Uradno odprtje Koče na Kredarici je bilo 10. avgusta 1896. Zbralo se je okoli 100 planicev, na vrh Triglava se jih je povzpelo 70. V svojem govoru pa je Jakob Aljaž poudaril: "Čeprav je naša koča slovenska, bo vendar urejena, da bo ustrezala turistom vsakega naroda. Vsi, brez razločka, bodo enako prijazno sprejeti, to zahteva že slovenska gostoljubnost." Ob odprtju se je koča imenovala Triglavska koča na Kredarici. O odprtju koče so s pomočjo Aljaževega sistema telegrafirali podatke na Dovje, kjer jih je prestregla Aljaževa sestrična in jih poslala v Ljubljano. Poleg nje je dal Aljaž postaviti še kapelo posvečeno Lurški Materi božji. Zaradi gradnje koče pa se je Jakob Aljaž znašel v tožbi, saj je Kranjska sekcija Nemško-avstrijskega planinskega društva trdila, da stojita polovica koče ter kapelica na svetu Verskega sklada.
Dom je bil kasneje trikrat povečan. Planinsko društvo Ljubljana — matica ga je povečalo 8. septembra 1909 in ob tej priliki je bila koča preimenovana v Triglavski dom na Kredarici. Majhna stara lesena koča iz leta 1896 je dobila prizidek proti severu. V starem delu je ostala skupna spalnica, v novem delu pa so uredili vežo, jedilnico in kuhinjo. V prvem nadstropju pa se je nahajalo devet sob. V času obeh svetovnih vojn so planinske koče utrpele posledice, nekatere so bile izropane, druge so bile porušene, požgane. Izropali so tudi Triglavski dom na Kredarici, ki so ga tik po vojni ponovno opremili, a so ga leta 1946 ponovno oropali. Tri leta kasneje je dom doživel adaptacijo, nato pa so morali ponovno razmisliti o prenovi, saj je dom postal premajhen glede na obisk. 8. avgusta 1954 so Triglavski dom tako ponovno povečali, saj se je pohodništvo in alpinizem po drugi svetovni vojni zelo razmahnilo. Dom je dobil popolnoma novo, mogočno podobo. V povečani Kredarici je lahko udobno prenočevalo prek 200 skromnih gornikov. Še tretjič povečan, posodobljen in moderniziran je bil predan v uporabo 11. septembra 1983. Zgrajen in opremljen je bil velik trinadstropni prizidek in funkcionalno povezan s starim objektom. Priprave na prenovo so trajale od srede sedemdesetih let in so se zavlekle zaradi pridobivanja gradbene dokumentacije ter sredstev. V 21. stoletju pa so adaptacije doma predvsem povezane z ekologijo.
Dom ima 140 ležišč v 30 sobah in 160 skupnih ležišč v 8 prostorih. V petih gostinskih prostorih je 300 sedežev in dva točilna pulta, WC in umivalnice z mrzlo vodo so v vseh nadstropjih. V eni jedilnici je kmečka peč. Za vodo se uporablja kapnica, imajo tudi agregat za elektriko.
Dom je odprt celo leto. Redno je oskrbovan od konca junija do konca septembra. Izven sezone je delno odprt, obiskovalce oskrbijo meteorologi. Z njim upravlja Planinsko društvo Ljubljana-Matica.
PD Ljubljana-matica si prizadeva izboljšati ekološko stanje na Kredarici. Tako so za potrebe pridobivanja električne energije leta 1992 postavili na objekt prvih 20 sončnih celic. Sistem so z leti povečevali in ga leta 1998 dopolnili še z vetrnim generatorjem. Leta 1994 je bilo zgrajeno zunanje suho stranišče. Leta 1992 so vključili tudi GSM, sicer ima dom normalno telefonsko povezavo.

## Meteorološka postaja
Meteorološka postaja Kredarica se nahaja na nadmorski višini 2514 m (koordinate: 46° 22' 46" severne zemljepisne širine, 13° 51' 14" vzhodne zemljepisne dolžine) in to v prizidku Triglavskega doma. Ograjeno področje z vremensko hišico leži ob pregibu slemena na južno stran le nekaj deset metrov od doma. Meritve padavin potekajo prav na vrhu Kredarice (2539 m), zaradi vetrovne lege je izmerjena količina padavin približno za polovico manjša od pričakovane glede na nadmorsko višino. Meteorološka postaja je tako najvišje stalno delovno mesto v Sloveniji.
Prve meritve je izvajal Anton Pekovec, oskrbnik Triglavskega doma na Kredarici že leta 1897, torej leto po odprtju koče, vendar le poleti, ko je bila koča oskrbovana. Takrat so bile meritve v gorah edini način za pridobitev podatkov v prostem ozračju, kasneje se je z uporabo radiosondnih meritev, radarja in satelita uporabnost visokogorskih postaj zmanjšala. Danes je postaja na Kredarici ključen vir informacij za napoved lokalnega vremena v visokogorju.
Prva ekipa profesionalnih meteorologov - opazovalcev je na Kredarico prišla avgusta 1954. Takrat je PD Ljubljana-Matica odstopila del prostorov v domu Hidrometeorološkemu zavodu RS (danes ARSO). Leta 1983 so ob povečanju doma tudi meteorologi dobili nove prostore. Leta 1994 je bila postavljena samodejna meteorološka postaja, leta 1998 pa so s postavitvijo prve vetrnice izboljšali oskrbo z električno energijo. Trenutno (podatek za leto 2004) je na postaji ekipa šestih opazovalcev, v načrtu je zmanjšanje na štiri.

## Razgledi
Izpred Triglavskega doma na Kredarici so razkošni razgledi skoraj na vse strani. Proti vzhodu sta Kredarica in Rž, desno Veliki in Mali Pršivec, na drugi strani Krme greben od Debele peči do Draških vrhov, ki se na južno stran nadaljuje v ostenjih Tosca in Vernarja. Desno vidimo del Velega polja in v ozadju del Spodnjih Bohinjskih gora. Na zahodu se dviga Triglav, proti severu se od Triglavske severne stene zvrstijo Pihavec, Dovški Gamsovec, Prisojnik, Razor, Stenar, Dolkova špica, Škrlatica in Martuljške gore, blizu je Begunjski vrh, na severnem obzorju so vidne Karavanke, daleč za njimi pa ob lepem vremenu Visoke Ture.

## Dostopi
- od Aljaževega doma v Vratih po Tominškovi poti 4 h (zelo zahtevna pot)
- od Aljaževega doma v Vratih po poti Čez Prag 3 h 30 min (Zahtevna pot)
- iz doline Kot 5 h
- iz doline Krma od Kovinarske koče 3 h 30 min (Lahka pot)
- iz Rudnega polja mimo Vodnikovega doma, čez Konjsko sedlo in Kalvarijo 5 h (Zahtevna pot)

## Ture
- na Triglav (2864 m) 1h, zelo zahtevna pot (zavarovana plezalna pot)